# Вернаска
Вернаска (итал. Vernasca) је насеље у Италији у округу Пјаченца, региону Емилија-Ромања.
Према процени из 2011. у насељу је живело 513 становника. Насеље се налази на надморској висини од 425 м.

## Становништво
| 1931. | 1936. | 1951. | 1961. | 1971. | 1981. | 1991. | 2001. | 2011. |
| ----- | ----- | ----- | ----- | ----- | ----- | ----- | ----- | ----- |
| 6.694 | 6.771 | 6.167 | 5.041 | 3.563 | 3.022 | 2.665 | 2.458 | 2.241 |